# Bustiello (Parroquia)

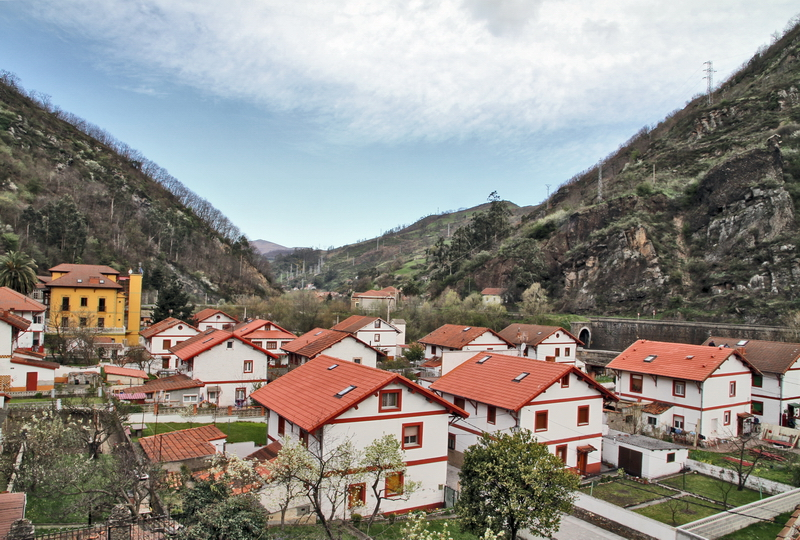
Bustiello (2011)

Bustiello ist eine von 44 Parroquias in der Gemeinde Tineo der autonomen Region Asturien in Spanien.

## Geographie
Bustiello ist eine Parroquia mit 89 Einwohnern (2011) und einer Grundfläche von 3,83 km². Es liegt auf 577 m über NN. Der Ort liegt 12 km vom Hauptort Tineo der gleichnamigen Gemeinde entfernt.

### Gewässer in der Parroquia
Die Parroquia liegt am Rio Esva, einem Zufluss des  Rio Bárcena. Mehrere kleine Bäche durchqueren die Parroquia.

### Verkehrsanbindung
Nächster Flugplatz ist Oviedo.

## Wirtschaft
Die Landwirtschaft prägt seit alters her die Region.

## Klima
Angenehm milde Sommer mit ebenfalls milden, selten strengen Wintern. In den Hochlagen können die Winter durchaus streng werden.

## Sehenswertes
- Iglesia (Kirche) Parroquial von 1831

## Dörfer und Weiler in der Parroquia
- Bustiello de la Cabuerna – 16 Einwohner (2012) 43° 20′ 43″ N, 6° 31′ 45″ W
- Anzas – 47 Einwohner (2012)
- Campiello – 11 Einwohner (2012)
- Laniello – 6 Einwohner (2012)
- Lavandera – 9 Einwohner (2012)